# Глазкрицкий, Михаил Яковлевич
Михаил Яковлевич Глазкрицкий (Глазскрицкий) (1902, Алушта — 6 июля 1942, Кастель (гора)) — советский патриот, в годы Великой Отечественной войны партизан-разведчик Алуштинского партизанского отряда. Оккупанты расстреляли в Алуште всю семью партизана. В ходе разведки погиб в бою с карателями на горе Кастель вместе с Н. Т. Багликовым. Могила партизан — объект культурного наследия регионального значения. В Алуште его именем была названа улица.

## Биография
Родился в 1902 году в Алуште. Член ВКП(б). Директор дома отдыха.
Аттестован как техник-интендант 1 ранга. В 15-м истребительном батальоне (с июля 1941) и вместе с ним влился в Алуштинский партизанский отряд (с октября 1941). Алуштинский партизанский отряд (командир — директор винсовхоза «Кастель» С. Е. Иванов, комиссар — секретарь райкома партии В. С. Еременко). Отряд вошёл в состав 3-го партизанского района под командованием Г. Л. Северского. В отряде Глазкрицкий — политрук боевой группы.
Из наградного листа: «совершил 37 походов в глубокую разведку в тыл противника, добывая при этом очень важные материалы о расположение воинских частей и технических средств противника. По его данным наша авиация произвела ряд эффективных бомбежек на военные объекты противника. Принимал активное участие в 17 боевых операциях, мужественно и смело всегда держал себя в боях. Провел огромную политическую работу среди населения временно оккупированного Алуштинского района. Как политрук боевой группы личным примером во всей деятельности отряда воодушевлял бойцов на беспощадную борьбу с оккупантами».
Партизанские разведчики Н. Багликов, М. Глазкрицкий, С. Пуцатов приносили ценные сведения о передвижении и дислокации войск, обороне противника в районе шоссе и Алушты. Возвращаясь с задания, они уничтожали телеграфные линии.
19 января 1942 года разведчики Михаил Глазкрицкий и Николай Багликов, возвратившиеся из Алушты, принесли страшную весть. На партизанские операции оккупанты отвечали расстрелами заложников. Погибли семьи партизан Аушева, Котуса, Голоты, Глазкрицкого и многих других. У Глазкрицкого расстреляли обоих родителей, жену, двух братьев.
Враг укреплял береговую линию. В районе Рабочего уголка в Алуште были установлены доты, проволочные и минные заграждения. На горе Кастель появились артиллерия, прожекторные установки. В апреле 1942 года из Севастополя поступило задание: установить точное местонахождение немецкого центрального пульта управления прожекторами, расположенных в Рабочем уголке, которые высвечивали идущие в Севастополь мимо алуштинских берегов транспорты — наводили на цель дальнобойную артиллерию. Получить данные об этом укрепрайоне было поручено разведчикам М. Глазкрицкому, Д. Вознякову и Д. Овсянникову. Операция удалась, но при её выполнении погибли Возняков и Овсянников. Вскоре авиация нанесла по позиции бомбовый удар.
Летом 1942 года М. Глазкрицкий и Н. Багликов выполняли очередное задание по разведке побережья. На южных склонах горы Кастель 6 июля 1942 года (в Книге Памяти РК указано 16 июня) они были выслежены предателями из местного населения и окружены карателями. Отстреливаясь они пытались прорваться сквозь вражеский заслон. Автоматной очередью был сражён Н. Т. Багликов; у М. Я. Глазкрицкого остались нож и ракетница, патроны и гранаты кончились. В ход была пущена ракетница. До ножа дело не дошло, его в упор расстреляли каратели. Оба тела были раздеты и закопаны в мусорной яме.

В феврале 1945 года при большом стечении народа в Приморском парке состоялось перезахоронение партизан Н. Т. Багликова, и М. Я. Глазкрицкого. Прах их покоится в одной могиле.

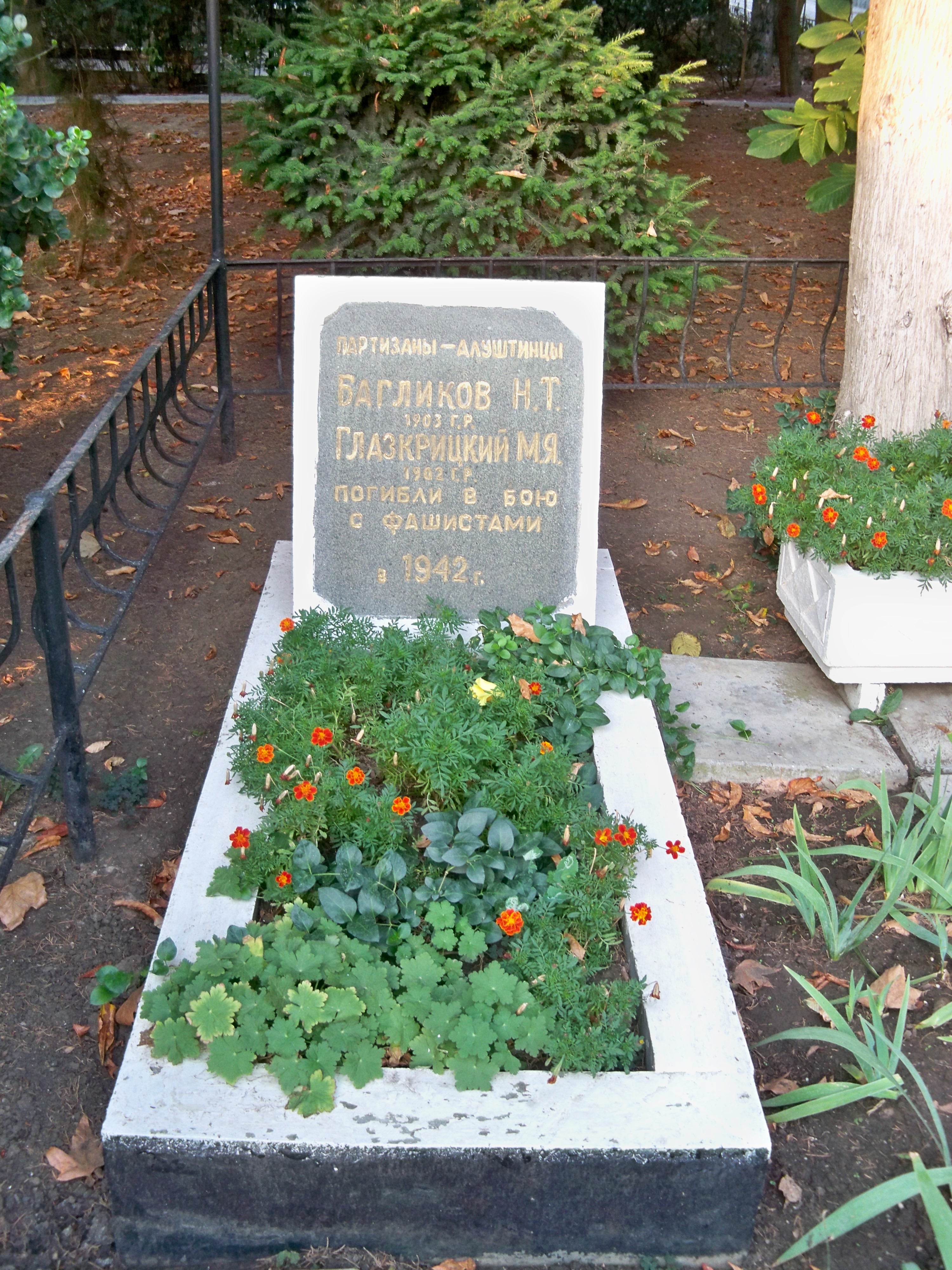
Могила партизан Н. Т. Багликова и М. Я. Глазкрицкого в Приморском парке.
.

## Семья
- сын — Глазкрицкий Николай Михайлович (19.12.1921, Алушта — 4.08.1943) — лейтенант, погиб в Великую Отечественную войну[5].

## Награды
24 октября 1942 года был награждён орденом Красного Знамени посмертно.

## Память
После войны перезахоронены в Приморском парке Алушты. В 1945 году на их могиле сооружен памятник. Автор памятника не известен. В 1967 году ранее установленный памятник был заменен на надгробную плиту прямоугольной формы из полированного диорита размером 0,5 × 0,7 м. На каменной плите надпись: «Партизаны-алуштинцы Багликов Н. Т., Глазкрицкий М. Я. Погибли в бою с фашистами в 1942 г.» Ныне могила партизан Н. Т. Багликова и М. Я. Глазкрицкого — объект культурного наследия народов России регионального значения. Номер захоронения в ВМЦ 82-8/2014.
Писатель С. Н. Сергеев-Ценский, вернувшись из эвакуации в Рабочий уголок, на даче Бекетова создал пьесу «Предатель», построенную на крымском материале, посвященную подвигу партизан-разведчиков М. Я. Глазкрицкого и Н. Т. Багликова.
Именем М. Я. Глазкрицкого была названа улица в Алуште.